# Herrlinghausen

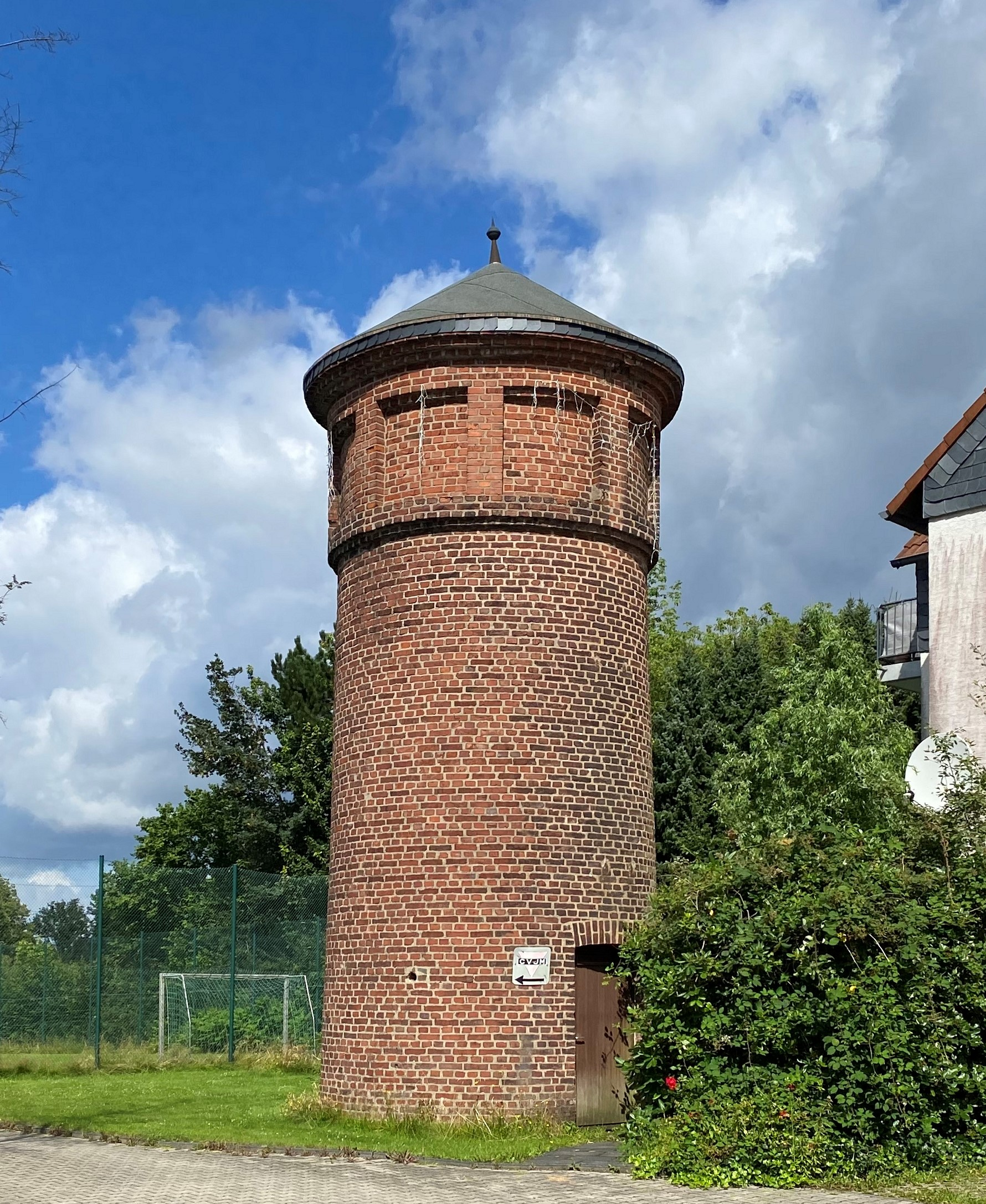
Baudenkmal Herrlinghauser Wasserturm

Herrlinghausen ist ein Stadtteil von Wermelskirchen, östlich von Tente und westlich von Hinterhufe, in Nordrhein-Westfalen.
Der Name wird von dem Personennamen Herilo abgeleitet und soll aus der Besiedlungszeit des Bergischen Landes stammen. Die Erstnennung findet sich 1383 mit Herlinchusen in Lübecker Akten. Daraus kann man auf frühe Beziehungen, etwa zur Hanse, schließen.
Bis zum Ende des 19. Jahrhunderts standen hier nur wenige Häuser, erst durch die Industrialisierung wurde eine Siedlung daraus.
Markant erhebt sich der unter Denkmalschutz stehende Backstein-Wasserturm aus dem Jahr 1909 in Herrlinghausen hervor.
Heute befindet sich dort auch das Stammwerk von TENTE-ROLLEN, einem international tätigen Unternehmen der Rollenindustrie.